# Фторид германия(II)
Фторид германия(II) — бинарное неорганическое соединение металла германия и фтора с формулой GeF2, бесцветные (белые) кристаллы, растворяются в воде.

## Получение
- Действие паров фторида германия(IV) на металлический германий:

{\displaystyle {\mathsf {GeF_{4}+Ge\ \xrightarrow {350^{o}C} \ 2GeF_{2}}}}
- Восстановление водородом гексафторогерманата калия:

{\displaystyle {\mathsf {K_{2}[GeF_{6}]+H_{2}\ {\xrightarrow {T}}\ GeF_{2}+2KF+2HF}}}
- Взаимодействие германия и фтороводорода:

{\displaystyle {\ce {Ge + 2HF ->[t] GeF2 + H2 ^}}}

## Физические свойства
Фторид германия(II) это бесцветные или белые кристаллы ромбической сингонии, пространственная группа P 212121, параметры ячейки a = 0,4682 нм, b = 0,5178 нм, c = 0,8312 нм, Z = 4.
Растворяется в воде.

## Химические свойства
- При нагревании диспропорционирует:

{\displaystyle {\mathsf {2GeF_{2}\ \xrightarrow {>300^{o}C} \ GeF_{4}+Ge}}}
- Взаимодействие с водой:

{\displaystyle {\ce {GeF2 + H2O -> Ge(OH)2 + 2HF}}}
- Взаимодействие с азотной кислотой:

{\displaystyle {\ce {GeF2 + 2HNO3 -> GeO2 + 2NO2 + 2HF}}}
- Взаимодействие с щелочами:

{\displaystyle {\ce {GeF2 + 2NaOH -> Ge(OH)2 + 2NaF}}}
- Взаимодействие с оксидом серы(III):

{\displaystyle {\ce {GeF2 + SO3 ->[t] GeOF2 + SO2 ^}}}
- Взаимодействие с фторидами:

{\displaystyle {\ce {GeF2 + CsF -> Cs[GeF3]}}}
- Взаимодействие с пероксидом водорода:

{\displaystyle {\ce {GeF2 + H2O2 ->GeO2 + 2HF}}}